# Wave-Datei
Wave-Dateien sind als digitale Rohdaten abgelegte Aufzeichnungen von ein oder mehreren (Mess-)Kanälen eindimensionaler Schwingungen. Oft handelt es sich um akustische Schwingungen, aber auch digitale Hirn-, Herzstrom- oder Erdbeben-Aufzeichnungen sind zum Beispiel Wave-Dateien.

## Formate
Wave-Dateien findet man beispielsweise als WAV-Dateien, Audio-CD, AIFF, Sun-AU oder im älteren Amiga-IFF(Audio). In der Messtechnik werden die Rohdaten meist in proprietären Formaten abgelegt, zum Teil sogar ohne jegliche Zusatzinformation, wenn diese durch die verwendete Hardware vorgegeben ist.